# Wuhlheide
Wuhlheide (la « lande de la Wuhle » en allemand) est un bois à Berlin de 370 hectares situé dans le quartier d'Oberschöneweide. Le bois est bordé au sud par la Wuhle qui se jette dans la Sprée. Le bois comprend le parc public Wuhlheide, l'hippodrome de Berlin-Karlshorst au nord ainsi que le cimetière boisé de Berlin-Oberschöneweide, un centre de loisirs, le parc miniature de Berlin-Brandebourg, l'amphithéâtre Kindl-Bühne, un musée, etc.